# O Clarim Diário (websérie)
The Daily Bugle (oficialmente TheDailyBugle.net) (O Clarim Diário ou OClarimDiário.net em tradução livre), é uma série de televisão norte-americana live-action criada para campanha de marketing da Sony Pictures para filmes do Homem-Aranha e o filme Morbius (2022) no Universo Cinematográfico Marvel e no Universo Homem-Aranha da Sony. É baseada no jornal fictício de mesmo nome, apresentado por J. Jonah Jameson. É a quarta série de televisão live-action do Homem-Aranha.
A primeira aparição e menção de The Daily Bugle foi em Spider-Man: Far From Home (2019), posteriormente em Spider-Man: No Way Home (2021), sendo apresentado por JJJ, interpretado pelo ator norte-americano J.K. Simmons, que também havia interpretado Jameson na trilogia do Homem-Aranha dirigida por Sam Raimi e nos filmes animados do Aranhaverso.
Atualmente, The Daily Bugle possui 3 temporadas e 29 episódios, sendo estreado no YouTube e TikTok, sendo estreado pela atriz Angourie Rice, como Betty Brant, Rice também interpretou a personagem no UCM, durante a segunda e terceira temporada do programa. A série, no entanto, parou de ser transmitida em 29 de abril de 2022.

## Elenco
- J.K. Simmons - J. Jonah Jameson; apresentador do TheDailyBugle.net, teve sua primeira aparição em Spider-Man: Far From Home (2019), última aparição em Spider-Man: No Way Home (2021).
- Angourie Rice - Betty Brant
- Tom Holland - Peter Parker / Homem-Aranha (arquivos de imagem); um ex-Vingador que recebeu habilidades de aranha, após ser mordido por uma aranha radioativa.[8] Após Quentin Beck revelar a sua identidade secreta, o Dr. Stephen Strange fez um feitiço no final do filme Spider-Man: No Way Home (2021), o mundo esqueceu que Peter Parker é o Homem-Aranha e agora ele está focado em proteger a cidade de Nova York dos crimes urbanos.[9]
- Jared Leto - Dr. Michael Morbius (arquivos de imagem); cientista que sofre de uma doença sanguínea rara, cuja tentativa de curar-se o afligem com uma forma de vampirismo transgênico,[10][11] adquirindo todas as habilidades sobre-humanas, mas sem as fraquezas supersticiosas associadas aos vampiros.
- Zendaya - Michelle "MJ" Jones (arquivos de imagem); ex-namorada de Peter Parker.
- Jacob Batalon - Ned Leeds (arquivos de imagem); ex-melhor amigo de Peter Parker.